# Archytas carrerai
Archytas carrerai är en tvåvingeart som beskrevs av Guimaraes 1961. Archytas carrerai ingår i släktet Archytas och familjen parasitflugor. Inga underarter finns listade i Catalogue of Life.